# Jean de Palatinat-Deux-Ponts
Jean de Palatinat-Deux-Pont ou Jean de Bavière (né vers 1429 - † 13 décembre 1475 au château de Giebichenstein) fut évêque de Münster et de 1464 jusqu'en 1475 archevêque de Magdebourg.

## Biographie
Jean de Bavière est le fils du comte Palatin Étienne de Deux-Ponts-Simmern et de son épouse, Anne de Veldenz. Il étudie en Italie à Rome et Bologne. Il est désigné comme évêque de Münster le 11 avril 1457 avant d'être ordonné prêtre un an après le 1er avril 1458 et consacré évêque le 25 novembre 1459.
Après la mort de l'archevêque Frédéric III de Magdebourg le 11 novembre 1464, le chapitre de chanoines de la cathédrale l'élit unanimement comme son successeur le 13 décembre 1464. Le 20 mai 1465, son élection est confirmée par le pape Paul II. Il est devient ensuite Archevêque lorsqu'il reçoit la bulle pontificale cependant comme il a contracté des dettes à Münster il ne peut accepter son nouveau siège que le 11 mars 1466. Il est installé à Magdebourg, bien que Halle soit la capitale officielle de son archidiocèse, parce que les habitants de Halle s'opposent à lui. Le 9 juillet 1467, il trouve une compromis avec la cité de Halle. Il paie 3000  florins rhénans et la cité lui rend hommage le 17 juillet.
Afin d'assurer l'expansion de l'influence de son archidiocèse, il acquiert plusieurs possessions, dont Bernbourg, Sandersleben, Gröbzig, Wormsdorf, Hohenerxleben, Gänsefurth et Jerichow. Il tente d'établir des relations pacifiques entre son évêché et les États voisins. En 1471, il intervient lors de la Paix publique de Nuremberg et lutte contre les barons brigands de la région. Il sert de médiateur entre les cités hanséatiques et l'électorat de Brandebourg. Il aide le cités de son territoires à développer leurs libertés par des concessions. Le 7 novembre 1467, Jean et les citoyens de Calvörde assiègent le château de Calvörde, afin d'y arrêter Frédéric et Bernd von Alvensleben comme voleur de rue à Calvörde et pour avoir détrousser des marchands de Breslau. Les deux frères étaient également rechercher par le duc Henri II de Brunswick-Lunebourg comme voleurs de grands chemins.
Jean meurt le 13 décembre 1475, exactement onze ans après son élection. Il décède dans sa résidence de
du château de Giebichenstein. Il est inhumé dans la cathédrale de Magdebourg, à côté de son prédécesseur  Frédéric III de Beichlingen.

## Sources
- (en) Cet article est partiellement ou en totalité issu de l’article de Wikipédia en anglais intitulé « John of Palatinate-Simmern, Archbishop of Magdeburg » (voir la liste des auteurs).
- (en) catholic-hierarchy.org Archbishop Johann von Bayern (Rhein)